# Louean (artist)
Anthon Kim Gabriel Johansson, även känd som Louean, född 7 januari 2000, är en svensk rappare och sångare från Göteborg och är uppvuxen i Västra Frölunda och Hisings Backa men är nu bosatt i Ulricehamn.

## Biografi
Louean började tidigt med musiken, redan 2014, då han mest satt på fritidsgårdar och skrev sin musik tillsammans med sina vänner. 2017 träffade Louean två musikproducenter från skivbolaget Docksian Records. Louean skrev EP'n "KiD" 2017 men EP'n släpptes inte förrän i april 2018. EP'n KiD handlar om hur Louean ser på att vara ungdom i dagens samhälle, vilken han även pratade om i programmet Din Gata på P3.

## Diskografi

### EP
- 2018 – KiD

### Singlar
- 2018 – "Mode"
- 2018 – "Finta Gamet"
- 2019 – "Som You"